# Álvaro López-Alonso
Pour les articles homonymes, voir López-Alonso.
Álvaro López-Alonso Ribalaygua né le 21 août 1997, est un joueur espagnol de hockey sur gazon.

## Carrière
Il a été appelé en équipe première en 2022 pour concourir à la Ligue professionnelle 2021-2022.